# Сангихе
Санги́хе, устар. Санги́р (индон. Sangihe, Sangir, Sanghir) — архипелаг у северо-восточной оконечности полуострова Минахаса, образующего северную часть индонезийского острова Сулавеси. Иногда наряду с соседней группой островов Талауд рассматривается как часть более крупного архипелага Сангихе-Талауд.
В составе архипелага более 130 островов общей площадью 1013 км². Крупнейший из них — остров с одноименным архипелагу названием. Население островов по состоянию на 2010 год — 197 058 человек. Основная часть жителей — сангирцы.
В административном плане относится к индонезийской провинции Северный Сулавеси, образуя два округа — Острова Сангихе и Острова Ситаро. Крупнейший населённый пункт архипелага — Тахуна, административный центр первого из округов.
Острова принадлежат к одному из наиболее сейсмически активных районов Индонезии: здесь периодически происходят землетрясения и находится несколько действующих вулканов. Вершина одного из них — Карангетанга (1784 метра) — является высшей точкой территории архипелага. Многие острова окружены коралловыми рифами.
В XVI веке архипелаг стал одной из первых территорий Малайского архипелага, попавших в поле зрения европейских колонизаторов.

## Физико-географические характеристики
Острова Сангихе находятся у северо-восточной оконечности Сулавеси — одного из Малых Зондских островов — и вместе с ним входят в состав Малайского архипелага. Образуют неравномерно прерывистую гряду протяженностью около 260 км, начинающуюся примерно в 50 км от северо-восточной оконечности сулавесийского полуострова Минахаса и вытянутую почти строго с юга на север в сторону Филиппинского архипелага. К северо-востоку от Сангихе находится несколько меньший по размеру архипелаг Талауд. Иногда две эти группы островов рассматриваются как части единого архипелага Сангихе-Талауд.
Гряда Сангихе является частью естественной границы между морем Сулавеси и Молуккским морем, расположенными, соответственно, с запада и с востока от нее. Оба моря относятся к акватории Тихого океана.
Общая площадь архипелага составляет 1013 км². В его составе более 130 островов, наиболее крупными из которых являются Сангихе, иногда называемый «Большой Сангихе», Сиау, Тагуланданг и Биаро. В акватории архипелага имеется множество коралловых рифов, некоторые острова окружены коралловыми барьерами.
Острова образованы в результате субдукции литосферных плит и последующей вулканической активности. Вместе с прилегающими участками морского шельфа они относятся к одному из наиболее сейсмически активных районов Индонезии. Здесь периодически происходят ощутимые землетрясения, а также находится несколько вулканов, по крайней мере четыре из которых считаются действующими: Аву, Бануа-Уху, Карангетанг и Руанг. Вершина Карангетанга, имеющая высоту 1784 метра, является наивысшей точкой территории архипелага. В целом рельеф Сангихе преимущественно холмистый, на наиболее крупных островах — гористый. Равнинными являются в основном относительно небольшие прибрежные участки территории.
Климат — субэкваториальный пассатный. Острова Сангихе находятся в зоне воздействия тропических циклонов, которые обычно приходятся на сезон муссонов (октябрь — апрель). На островах нередко происходят наводнения, и как следствие — случаются оползни.
Склоны вулканов покрыты лесами и горными лугами. На островах найдено 8 эндемичных представителей фауны.

## История

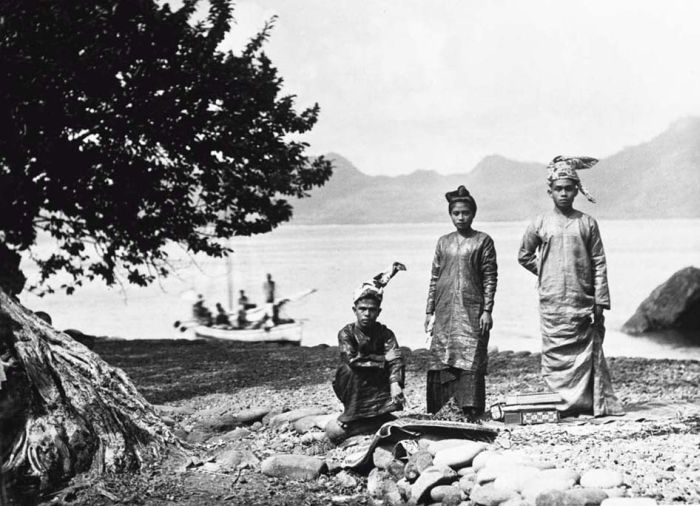
Местные жители островов Сангихе в традиционной одежде (1905 год)

Археологические находки свидетельствуют, что острова были населены около 5 тысяч лет назад. Современное коренное население составляют сангирцы — австронезийский народ, близкий по языку и культуре к минахасцам Северного Сулавеси. Их предки прибыли на острова Сангихе в I тысячелетии до н. э. Согласно преданиям, в XIV—XV веках на островах возникло отдельное государство.
В 1677 году Сангихе попали в колониальную зависимость от Голландии. В 1950 году были присоединены к независимой Индонезии.

## Экономика
В регентстве Сангихе основной доход приносит аграрный сектор (плантации, животноводство, растительное сырьё, лесное хозяйство) и рыболовство. Совокупный вклад в ВВП Индонезии составляет 45,1%. В регионе производятся товары, типичные для страны. Близость к южным Филиппинам (Манадо и Битунгу) оказывает положительное влияние на сбыт товаров и приносит дополнительный доход.

## Экология
Регион Сангихе (Kepulauan Sangihe District (KSD) входит в программу по сохранности морских территорий в «Коралловом треугольнике» Юго-Восточной Азии (RETA 7813 или CTI-SEA). Это направление считается одним из главных приоритетов в усилиях по сохранению биоразнообразия и является частью глобальной программы Морские охраняемые районы (MPA) (англ. Model for Prediction Across Scales, MPA), включая создание модели для прогнозирования в разных масштабах (Model for Prediction Across Scales, MPAs).
Азиатский банк развития инициировал программу сохранения биоразнообразия и природных ресурсов в управлении прибрежными и морскими ресурсами в Коралловом треугольнике (программа RETA 7813 или CTI-SEA). Одно из направлений деятельности — создание сети охраняемых районов моря (до 20 миллионов гектаров к 2020 году), особенно в районе морского экорегиона Сулу и Сулавеси. В районе этих морей предполагается создание сети морских охраняемых подрайонов Татоаренг и Кепулауан Сангихе для защиты и управления биоразнообразием экосистем коралловых рифов, мангровых лесов, морских водорослей и эндемичных биотов. 

## Туризм
На островах развит дайвинг, есть два вулкана, расположенные на мелководье. Один из них находится на острове Махенгетанг, второй на острове Сангихе. Поднимающийся на поверхность моря газ из кратеров привлекает туристов. Средняя температура воды в этом районе 37—38 градусов по Цельсию.